# Zoilo Saldombide
Zoilo Lucas Saldombide (* 26. Oktober 1903 (nach anderen Quellen 18. März 1905 oder 23. März 1906) in Santa Lucía; † 4. Dezember 1981) war ein uruguayischer Fußballspieler.

## Vereinskarriere
Saldombide, der sein gesamtes Leben in seiner Geburtsstadt Santa Lucía lebte, spielte in seiner Heimat von 1924 bis 1929 zunächst für die Montevideo Wanderers. Dort kam er sowohl als Rechtsaußen als auch als Linksaußen zum Einsatz. In den Jahren 1930 bis 1934 stand er bei Nacional, für das er bereits 1927 an der Tournee durch Zentral- und Nordamerika teilgenommen hatte, unter Vertrag und wird dort eher der linken Seite des Spielfeldes zugeordnet. Bei letztgenanntem Verein wurde er 1933 und 1934 jeweils uruguayischer Meister und absolvierte insgesamt 182 Spiele, in denen er 45 Tore erzielte.

## Nationalmannschaft
Der Stürmer war Mitglied der uruguayischen Fußballnationalmannschaft. Insgesamt absolvierte er für sein Heimatland von seinem Debüt am 10. Dezember 1922 bis zu seinem letzten Einsatz am 21. September 1928 15 Länderspiele, bei denen er dreimal ins gegnerische Tor traf. In dieser Zeit gewann mit der uruguayischen Auswahl die Goldmedaille bei den Olympischen Sommerspielen 1924. Auch gehörte er dem jeweils siegreichen Aufgebot bei den beiden Turniersiegen der Südamerikameisterschaft in den Jahren 1924 und 1926 an. Die Olympischen Spiele 1928 verpasste er wegen seiner Aufnahmeprüfung in der Banco Hipotecario. Allerdings war Saldombide, der bereits zwei Jahre lang kein Länderspiel mehr bestritten hatte, bei der Fußball-Weltmeisterschaft 1930 erneut Teil des Kaders, der sich den Weltmeistertitel bei der erstmaligen Austragung dieser Veranstaltung sichern konnte. Zum Einsatz kam er jedoch nicht mehr.

## Erfolge
- Weltmeister 1930
- Olympiasieger 1924
- 2× Südamerikameister (1924, 1926)
- 2× Uruguayischer Meister (1933, 1934)